# Prefectura de Kagawa
La prefectura de Kagawa (香川県 Kagawa-ken?) está ubicada en la isla de Shikoku, Japón. La capital es Takamatsu.

## Geografía

### Ciudades
- Higashikagawa
- Kan'onji
- Marugame
- Mitoyo
- Sakaide
- Sanuki
- Takamatsu (capital)
- Zentsūji

### Pueblos
Estos son los pueblos de cada distrito:
- Distrito de Ayauta
  - Ayagawa
  - Utazu
- Distrito de Kagawa
  - Naoshima
- Distrito de Kita
  - Miki
- Distrito de Nakatado
  - Kotohira
  - Mannō
  - Tadotsu
- Distrito de Shōzu
  - Shōdoshima
  - Tonoshō

## Educación
- Universidad de Kagawa
- Universidad Shikoku Gakuin
- Universidad de Takamatsu
- Universidad Bunri de Tokushima

## Deportes

### Fútbol
- Kamatamare Sanuki

## Gastronomía
El principal producto culinario es el sanuki udon. Especialistas en la crianza y alimentación de las vacas wagyu. Origen del olive Wagyu.